# 佐约
佐约是葡萄牙布拉干萨区的一个堂区。总面积25.18平方公里，总人口203人，人口密度8.1人/平方公里。